# Elbeuf-en-Bray
Elbeuf-en-Bray település Franciaországban, Seine-Maritime megyében. Lakosainak száma 393 fő (2022. január 1.). Elbeuf-en-Bray Avesnes-en-Bray, Beauvoir-en-Lyons, Brémontier-Merval, Cuy-Saint-Fiacre és Gournay-en-Bray községekkel határos.

## Népesség
A település népességének változása:
| Lakosok száma | 415  | 418  | 431  | 415  | 412  | 406  | 401  | 393  | 393  |
|               | 2013 | 2015 | 2016 | 2017 | 2018 | 2019 | 2020 | 2021 | 2022 |